# Tour du Doubs 2014
Il Tour du Doubs 2014, ventinovesima edizione della corsa e valida come evento dell'UCI Europe Tour 2014 categoria 1.1, si svolse il 14 settembre 2014 su un percorso totale di 189 km. Fu vinto dall'estone Rein Taaramäe che terminò la gara in 4h06'07", alla media di 46,07 km/h.
Al traguardo 81 ciclisti che portarono a termine la gara.

## Squadre partecipanti
| N.      | Cod. | Squadra                      |
| ------- | ---- | ---------------------------- |
| 1-8     | IAM  | IAM Cycling                  |
| 11-18   | EUC  | Team Europcar                |
| 21-28   | BSE  | Bretagne-Séché Environnement |
| 31-38   | COF  | Cofidis, Solutions Credits   |
| 41-48   | BIG  | BigMat-Auber 93              |
| 51-58   | LPM  | La Pomme Marseille 13        |
| 61-68   | RLM  | Roubaix-Lille Metropole      |
| 71-78   | ALM  | AG2R La Mondiale             |
| 81-88   | FDJ  | FDJ.fr                       |
| 91-98   | CCD  | Team Differdange-Losch       |
| 101-108 | BUR  | Burgos BH                    |
| 111-118 | ASP  | AC Sparta Praha              |
| 121-128 | FRA  | Selezione nazionale francese |
| 131-138 | CCC  | CCC Polsat-Polkowice         |

## Ordine d'arrivo (Top 10)
| Pos. | Corridore           | Squadra      | Tempo    |
| ---- | ------------------- | ------------ | -------- |
| 1    | Rein Taaramäe       | Cofidis      | 4h06'07" |
| 2    | Angélo Tulik        | Europcar     | a 31"    |
| 3    | Pierre-Luc Périchon | Bretagne     | a 40"    |
| 4    | Thibaut Pinot       | FDJ.fr       | s.t.     |
| 5    | Alexis Vuillermoz   | AG2R La Mon. | s.t.     |
| 6    | Davide Rebellin     | CCC Polsat   | s.t.     |
| 7    | Théo Vimpère        | BigMat-Auber | a 56"    |
| 8    | Stéphane Rossetto   | BigMat-Auber | a 1'49"  |
| 9    | Samuel Dumoulin     | AG2R La Mon. | a 2'01"  |
| 10   | Julien Simon        | Cofidis      | s.t.     |